# Paistu
Paistu är en ort i Estland. Den ligger i Paistu kommun och landskapet Viljandimaa, i den södra delen av landet, 140 km söder om huvudstaden Tallinn. Paistu ligger 102 meter över havet och antalet invånare är 346.
Terrängen runt Paistu är huvudsakligen platt. Paistu ligger uppe på en höjd. Runt Paistu är det glesbefolkat, med 12 invånare per kvadratkilometer. Närmaste större samhälle är Viljandi, 10,5 km norr om Paistu. I omgivningarna runt Paistu växer i huvudsak blandskog.